# Ифрам (Јута)
Ифрам (енгл. Ephraim) град је у америчкој савезној држави Јута.

## Демографија
По попису из 2010. године број становника је 6.135, што је 1.63 (36,2%) становника више него 2000. године.
| Група             | 2000.         | 2010.         |
| Белци             | 3.907 (86,7%) | 5.183 (84,5%) |
| Афроамериканци    | 17 (0,4%)     | 69 (1,1%)     |
| Азијати           | 58 (1,3%)     | 93 (1,5%)     |
| Хиспаноамериканци | 444 (9,9%)    | 596 (9,7%)    |
| Укупно            | 4.505         | 6.135         |